# 死亡終局 輪迴試煉2
《死亡終局 輪迴試煉2》是Compile Heart於2020年2月13日發售的PlayStation 4的遊戲平台。傑仕登於2020年7月23日在推出正體中文版。

## 外部連結
- 官方网站